# Псеудодисинергија
Псеудодисинергија или псеудодисинергија детрузорског сфинктера  је уролошко стање које укључује контракцију мушког или женског спољашњег сфинктера током мокрења. 
Због нарушене координација између сфинктера и детрузора мокраћне бешике,  настаје неуспело пражњење мокраћне бешиле, јер је уместо опуштања спољашњег сфинктера током пражњења, дошло до његове контракције (стезања).
Пацијенти са овим стањем се првобитно упућују због својих симптома, који су на крају познати по непоузданости у дијагнози опструкције излазне мокраћне бешике. 
Стога је важно да се псеудодисинергија правилно дијагностикује и лечи (потенцијално огромним бројем хируршких процедура).  

## Опште информације
Рефлекс мокрења требало би да резултује пражњењем мокраћне бешике и појавом неколико мл преостале мокраће у мокраћној бешици. Међутим у случајевима као што су неуролошке абнормалности у којима је изгубљена координација спољашњег сфинктера настају почетни симптоми - учестало мокрење и ноктурија (ноћно мокрење) - у почетку само непријатности - осим ако пацијент није возач камиона на дуге релације укли дугорочне компликације нелечене опструкције излазне мокраћне бешике укључују задржавање урина које захтева хоспитализацију и уретерски рефлукс што доводи до хидронефрозе и могуће отказивања бубрега.
Нестабилност детрузора дефинисана је као невољно, фазно повећање притиска детрузора од најмање 15 цм воде или повећање притиска детрузора повезано са повећаним осећајем хитности.
Опструкција излаза из бешике дефинисана је као континуирана контракција детрузора већа од 45 цм воде, брзина протока катетеризованог урина мања од 12 мл у секунди и радиографски доказ опструкције простате.
Оштећена контрактилност детрузора дефинисана је као нискаконтракције детрузора (мање од 30 цм воде) и брзина протока катетеризованог урина мања од 12 мл у секунди.

## Дијагноза и диференцијална дијагноза
Млади мушкарци са хроничном дисфункцијом мокрења повезаном са болом у карлици често се погрешно дијагностикују као хронични небактеријски простатитис, иако одабрана група ових пацијената има функционалну опструкцију излаза из бешике као етиологију симптома. У овој групи, традиционални терапијски режими, укључујући антибиотике и антиинфламаторне лекове, осуђени су на неуспех и доводе до даље анксиозности пацијента и фрустрације лекара. 
Верује се да ови подаци пружају доказе да уродинамичка евалуација треба да буде саставни део дијагностичке студије мушкараца којима је погрешно дијагностикован хронични небактеријски простатитис. Псеудодисинергија се дијагностикује на основу неколико критеријума, укључујући електричну активност спољашњег сфинктера током мокрења у одсуству напрезања абдомена и кратко, повремено затварање мембранске уретре током мокрења, праћено електромиографијом и флуороскопијом.
Поред тога, да би се дијагностиковала псеудодисинергија, пацијенти су такође морају подвргнути мерењу урофлоуметрије у приватном окружењу, које би требало да покаже повремена повећања и смањења протока на таласаст начин.
Успостављање дијагнозе псеудодисинергије резултираће прикладнијом и успешнијом терапијом и коришћењем бихејвиоралних техника, као што је биофидбек терапија. 